# سالاماتوف، آلاسکا
سالاماتوف (به انگلیسی: Salamatof) شهری در بخش شبه‌جزیره کنای ایالت آلاسکا است که جمعیت آن در سرشماری سال ۲۰۰۰ میلادی ۹۵۴ نفر بوده‌است.